# 150 (nombre)
Cet article concerne le nombre 150. Pour l'année, voir 150.
150 (cent cinquante) est l'entier naturel qui suit 149 et qui précède 151.

## En mathématiques
Cent cinquante est :
- La somme de huit nombres premiers consécutifs (7 + 11 + 13 + 17 + 19 + 23 + 29 + 31).
- En entrant 150, la fonction de Mertens retourne 0.
- Un nombre Harshad.

## Dans d'autres domaines
Cent cinquante est aussi :
- lorsque l'on fête le 150e anniversaire d'un évènement, d'un monument, il est qualifié sesquicentenaire, sesqui voulant dire une fois et demie ;
- le numéro de modèle du truck Ford F-150 ;
- le nombre de degrés dans l'aspect astrologique du quincunx exploré par Johannes Kepler ;
- le n° de modèle d'un avion américain, le Cessna 150 ;
- le numéro du colorant alimentaire E150 appelé colorant caramel ;
- la valeur communément admise du nombre de Dunbar ;
- années historiques : -150, 150 ;
- Ligne 150 .